# Horan (cantante)
Choi Soo-jin (Hangul:최수진), más conocida por su nombre artístico Horan (Hangul:호란) es una cantante y actriz surcoreana. Es la vocalista de la banda electropop Clazziquai que se formó en el 2001 y debutó en 2004 con el álbum Instant Pig. También es la vocalista de la banda de rock Ibadi.

### Vida personal
Reveló en julio de 2016 durante el programa The Genius Scouters (SBS) que sufrió bullying mientras estudiaba.

## Discografía

### Álbum
| Título        | Detalles del álbum | tabla de posiciones | Ventas      |
| Título        | Detalles del álbum | KOR                 | Ventas      |
| ------------- | --- | ------------------- | ----------- |
| She's Alright | - Lanzamiento: 19 de mayo de 2015 - Etiqueta: Fluxus Música, KT Música - Formatos: CD, descarga digital Track listing 1. She’s Alright (괜찮은 여자) 2. Celebrity (연예인) 3. Dancing Thru (댄싱쓰루) 4. Insomnia 5. Favorite Nightmare 6. Pollen (꽃가루)            | 21                  | - KOR: 449+ |
| Wonderland    | - Lanzamiento: 24 de agosto de 2016 - Etiqueta: Zihadahl, KT Música - Formatos: CD, descarga digital Track listing 1. Tuna Mayo (참지마요) 2. Diving (다이빙) 3. Marie (마리) 4. Marie And Me (마리와 나) 5. Alice (앨리스) 6. Bye Bye Wonderland (바이바이 원더랜드) | 47                  |             |

### Sencillos
| Título                        | Año  | Posición en las listas | ventas     | Álbum         |
| Título                        | Año  | KOR                    | ventas     | Álbum         |
| ----------------------------- | ---- | ---------------------- | ---------- | ------------- |
| "She's Alright" (괜찮은 여자) | 2015 | —                      |            | She's Alright |
| "Tuna Mayo" (참치마요)        | 2016 | —                      | Wonderland |               |
| "Marie And Me" (마리와 나)    | 2016 | —                      | Wonderland |               |
| "Alice" (앨리스)              | 2016 | —                      | Wonderland |               |

## Filmografía

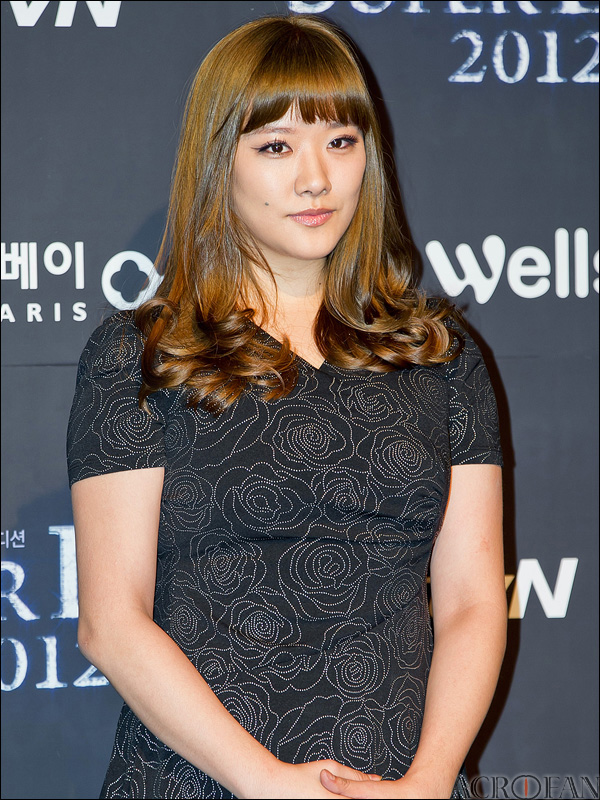

### Cine
| Año  | Título       | Rol        | Notas | Ref.  |
| ---- | ------------ | ---------- | ----- | ----- |
| 2005 | April Snow   | ella misma | Cameo |       |
| 2011 | Always       |            | Cameo |       |
| 2014 | Fashion King | secretaria | Cameo | [ 8 ] |

### Drama
| Año  | Red   | Título              | Rol              | Notas               | Ref.   |
| ---- | ----- | ------------------- | ---------------- | ------------------- | ------ |
| 2010 | KBS 2 | Call of the Country | Choi Eun-seo     | personaje principal | [ 9 ]  |
| 2011 | MBC   | The Greatest Love   | Radio DJ         | Cameo               | [ 10 ] |
| 2014 | MBC   | Triangle            | cantante de jazz | Cameo               | [ 11 ] |